# Graversfors
Graversfors är en tätort i Östergötland, belägen tolv kilometer rakt norr om Norrköping. Graversfors ligger vid sjön Näknens södra ände, längs Pjältåns sträckning. 

## Historia
Graversfors bruk eller Stens bruk har fått sitt namn efter Jacob Graver som startade bruket. Bruket fick sina privilegier redan 1736.
År 1857 köptes bruket av Carl Ekman, ägare till Finspångs bruk, eftersom masugnarna i Finspång inte räckte till för tillverkningen av järn och Ekman byggde därför 1860 en ny masugn i Graversfors. Graversfors järnvägsstation öppnades i juli 1867, drygt ett år efter att järnvägen mellan Katrineholm och Norrköping öppnat för trafik. I maj 1869 öppnade även en poststation. I början av 1900-talet var Graversfors ett levande samhälle med både handelsbod och skola. I slutet av 1920-talet blev tiderna sämre och bruket gick allt sämre. Bruket lades ned 1936. Järnvägstrafiken vid Graversfors station upphörde 1968. Postkontoret stängde 1964.
I området har man tidigare brutit den röda och svarta graversforsgraniten, som kan ses på Riksdagshuset i Stockholm.

## Befolkningsutveckling
| Befolkningsutvecklingen i Graversfors 1990–2020                                                                                                 | Befolkningsutvecklingen i Graversfors 1990–2020 | Befolkningsutvecklingen i Graversfors 1990–2020 | Befolkningsutvecklingen i Graversfors 1990–2020 | Befolkningsutvecklingen i Graversfors 1990–2020 |
| --- | ----------------------------------------------- | ----------------------------------------------- | ----------------------------------------------- | ----------------------------------------------- |
| |                                                 |                                                 |                                                 |                                                 |
| År |                                                 |                                                 | Folkmängd                                       | Areal (ha)                                      |
| 1990 | 1990                                            |                                                 | 147                                             | 81#                                             |
| 1995 | 1995                                            |                                                 | 220                                             | 75#                                             |
| 2000 | 2000                                            |                                                 | 249                                             | 74#                                             |
| 2005 | 2005                                            |                                                 | 207                                             | 64#                                             |
| 2010 | 2010                                            |                                                 | 246                                             | 64                                              |
| 2015 | 2015                                            |                                                 | 560                                             | 150                                             |
| 2020 | 2020                                            |                                                 | 628                                             | 148                                             |
| Anm.: Ny tätort 2010. (räknades tidigare som småort på grund av för hög andel fritidsbebyggelse) Sammanvuxen med Skriketorp 2015. # Som småort. |                                                 |                                                 |                                                 |                                                 |

## Bebyggelse
Graversfors bestod 2006 till stor del av fritidsbebyggelse.
Stationen vid Södra stambanan lades ner i mitten på 1960-talet och 1968 revs stationshuset.